# 衝陽穴
衝陽穴是属于足陽明胃經的腧穴，是胃經的原穴。

## 定位
拇長伸肌腱和趾長伸肌腱之間，足背動脈搏動處。

## 主治
胃痛、腹脹、口眼喎斜、足痿、足背紅腫等。

## 操作
避開動脈直刺0.3～0.5寸，可灸。